# Borís Kamkov
Borís Davídovich Kamkov (del ruso: Борис Давидович Камков) (Kobylnia, Moldavia, Imperio Ruso, 3 de juniojul./ 15 de juniogreg. de 1885-Unión Soviética, 29 de agosto de 1938) fue un político revolucionario ruso, dirigente del Partido Social-Revolucionario de izquierda y miembro del Consejo de Comisarios del Pueblo. Fue asesinado durante la Gran Purga de Stalin.

## Biografía

### Primeros años
Borís Davídovich Kats, que sería conocido bajo el apellido de Kamkov, nació el 3 de juniojul./ 15 de juniogreg. de 1885 en Kobylnia, una aldea de Moldavia, entonces parte de la Gobernación de Besarabia en el Imperio Ruso. Su padre era médico. En su juventud se involucró en política radical y se unió al Partido Social-Revolucionario (SR o «eseristas»), convirtiéndose en miembro de su Organización de Combate en 1904. Participó en la abortada Revolución rusa de 1905, fue detenido y desterrado a Turujansk, en Siberia. En 1907, Kamkov escapó, marchó al exilio en el extranjero y vivió la mayor parte del tiempo en Alemania, Francia y Suecia. Contribuyó con artículos a varias publicaciones de los SR y estudió derecho en la Universidad de Heidelberg, en la que se doctoró en 1911.

### I Guerra Mundial y Revolución de Febrero
Durante la Primera Guerra Mundial, Kamkov adoptó una postura internacionalista. Perteneció al grupo «eserista (SR)» parisino Vida y apoyó la Conferencia de Zimmerwald. Kamkov se implicó también en organizar ayuda a los prisioneros de guerra rusos, utilizando la oportunidad para distribuir literatura revolucionaria. Tras la Revolución de Febrero de 1917 regresó a Rusia a través Alemania y fue elegido diputado del Sóviet de Petrogrado en abril. Había llegado a la capital a mediados de mes y poco después participó en una conferencia regional del Partido Social-Revolucionario (PSR) en la que defendió infructuosamente el rechazo a la guerra frente a los defensistas del partido. Se convirtió en dirigente de la fracción opuesta a la contienda de los SR, junto a la conocida María Spiridónova, Isaac Steinberg, el veterano Mark Natanson y otros. Esto lo colocó en oposición a los líderes defensistas social-revolucionarios y mencheviques que dominaron los sóviets durante el Gobierno Provisional. Uno de los desacuerdos más notables se produjo con el líder de los social-revolucionarios de derecha Abram Gots; los dos habían recibido el encargo de redactar un informe sobre la guerra y presentaron conclusiones completamente opuestas. Kamkov tachó a Gots como «social-patriota» e hizo un llamamiento a terminar con la guerra. Opuesto a respaldar al primer gabinete burgués surgido de la Revolución de Febrero, rechazó más tarde el ingreso de ministros socialistas en el Gobierno tras la Crisis de abril. Miembro del comité del partido en la capital desde su llegada a la ciudad, a finales de la primavera se lo eligió para formar parte de la dirección del partido en la región norte, junto con otros representantes de la corriente izquierdista. En el tercer congreso del Partido Social-Revolucionario celebrado en junio, criticó con dureza a los defensistas del partido, que lo acusaron de bolchevique. El 23 de juniojul./ 6 de juliogreg., ingresó en el Comité Ejecutivo Central Panruso. Durante las Jornadas de Julio, defendió infructuosamente el traspaso del poder a los sóviets. Amenazado de expulsión por su infracción de la disciplina del partido, por oponerse a la posición mayoritaria, abandonó su oposición a esta poco después.
Kamkov ocupó varios puestos menores en el PSR pero llamó crecientemente a romper con los defensistas. Fue uno de los líderes de los social-revolucionarios de izquierda, que rompieron con los SR a finales del verano de 1917. Tras el fallido golpe de Kornílov, se convirtió en uno de los vicepresidentes del comité social-revolucionario de la capital, dominado por los izquierdistas del PSR y en redactor de la publicación del partido en Petrogrado, Znamia trudá.
Más tarde, en su primer congreso oficial celebrado en noviembre, fue elegido miembro del Comité Central del nuevo partido. Kamkov fue elegido también delegado del Congreso Panruso de los Sóviets y miembro de su Comité Ejecutivo Central Panruso. También fue miembro del Preparlamento en septiembre. Abogó por la disolución del Gobierno Provisional y la transferencia de todo el poder a los sóviets. Esta fue también la batalla a la que llamaron los bolcheviques de Vladímir Lenin, y en los preparativos para la Revolución de Octubre, los SR de izquierda colaboraron estrechamente con los bolcheviques. Los bolcheviques no hicieron cómplices a los SR de izquierda de sus planes de insurrección y no fueron incluidos en el primer Consejo de Comisarios del Pueblo, elegido por el Segundo Congreso Panruso de los Sóviets el 8 de noviembre de 1917; de hecho, intentaron disuadir a los bolcheviques de una toma unilateral del poder. Kamkov criticó la marcha de los bolcheviques del Preparlamento, que le parecía un foro propicio para denunciar la política gubernamental, y sostenía que el intentar derrocar al Gobierno por la fuerza podía poner en peligro la revolución. Para Kamkov, el congreso soviético, con una mayoría izquierdista, podía apartar a Kérenski del poder incruentamente, sin precipitar la guerra civil. Participante del Segundo Congreso de los Soviets, fue quien anunció que los social-revolucionarios de izquierda permanecían en él después de que los socialistas moderados lo abandonasen en protesta por la detención del Gobierno provisional.

### Colaboración con los bolcheviques
Sin embargo, tras el hecho, los social-revolucionarios de izquierda aceptaron la Revolución de Octubre y participaron en negociaciones con los bolcheviques para formar un Gobierno de coalición. Kamkov estaba a favor de algún acuerdo entre todos los partidos socialistas, una posición popular en aquel momento, declarando que «La izquierda no debería aislarse de las fuerzas democráticas moderadas.» Según él, el arrinconar a los socialistas moderados solo serviría para que la revolución se granjease más adversarios y fuera rechazada por el campesinado.
La preocupación de los bolcheviques por la actitud de los campesinos hacia el derrocamiento de Kérenski los llevó a invitar a los social-revolucionarios de izquierda a ingresar en el Sovnarkom el día de la clausura del Congreso, propuesta que Kamkov y otros representantes social-revolucionarios rechazaron. Sin embargo, los esfuerzos para llevar a cabo ese tipo de coalición de todos los socialistas rápidamente se encontraron con la oposición tanto de Lenin como de los líderes social-revolucionarios de derecha y mencheviques.
Los SR de izquierda fueron el único partido en entrar en coalición con los bolcheviques. Junto a Isaac Steinberg, Andréi Kolegáyev, Vladímir Karelin, Vladímir Trutovski, Vladímir Algásov y Prosh Proshián, se convirtió en miembro del Consejo de Comisarios del Pueblo, sin cartera. Fue también elegido miembro del nuevo Comité Ejecutivo Central Panruso (VTsIK). Se convirtió en uno de los principales dirigentes de la corriente moderada dentro del PSRI. Comenzado el Cuarto congreso social-revolucionario el 26 de noviembrejul./ 9 de diciembregreg., intentó atraerse a la mayoría de los delegados para aislar a la dirección derechista del PSR, maniobra que fracasó. Como otros miembros de la corriente moderada del PSRI, se mostró favorable a la reunión de la Asamblea Constituyente Rusa, siempre que esta aceptase la autoridad de los sóviets como representantes legítimos de la mayoría trabajadora del país. En las votaciones para elegir al comité central del nuevo partido, fue el segundo aspirante con mayor número de votos junto con Spiridónova.
La coalición entre bolcheviques y social-revolucionarios de izquierda fue breve. Aunque Kamkov apoyó la participación eserista de izquierda en la delegación de la RSFS de Rusia para las negociaciones de paz con Alemania en Brest-Litovsk, estaba horrorizado por las duras condiciones impuestas a la Rusia soviética por el Tratado de Brest-Litovsk, temiendo que sofocara la Revolución Rusa. Junto a los comunistas de izquierda, los SR de izquierda llamaron a rechazar el Tratado. Kamkov fue uno de los defensores acérrimos del rechazo al Tratado. Los comunistas de izquierda fueron finalmente llevados a recapacitar, pero en marzo de 1918, los eseristas de izquierda dimitieron del Gobierno soviético en protesta contra el Tratado de paz. Pronto tras ello, fueron expulsados de los sóviets (los otros partidos socialistas ya habían sido expulsados previamente, con las protestas de los SR de izquierda). Kamkov se involucró en muchas de las actividades de los SR de izquierda durante los siguientes meses: organización de la resistencia al Tratado de Brest-Litovsk y a la política bolchevique de requisas forzadas de grano (Prodrazvyorstka), manteniendo conversaciones de unificación con la Unión de Socialrevolucionarios Maximalistas y con grupos revolucionarios ucranianos. Formó parte de la delegación enviada por el partido a Ucrania a organizar partidas de campesinos contra los invasores alemanes. Tuvo un papel destacado en el segundo congreso del partido a finales de abril en defensa de las posiciones de los moderados —contrarios a la paz con los Imperios Centrales y favorables a la retirada del Sovnarkom— y resultó elegido miembro del nuevo comité central surgido de las votaciones congresuales.

### Conflicto con los bolcheviques
En junio de 1918, los eseristas de izquierda abandonaron la política de protesta pacífica y comenzaron a organizar huelgas ilegales, levantamientos e intentos de asesinato. Consiguieron asesinar al embajador alemán Wilhelm von Mirbach el 6 de julio de 1918 y el 30 de agosto llevaron a cabo un atentado contra la vida del propio Lenin. Los bolcheviques respondieron con una represión furiosa. El partido de los SR de izquierda no estaba, sin embargo, unánimemente a favor de la resistencia violenta contra los bolcheviques. El venerable Mark Natanson era uno de los más destacados eseristas de izquierda, aunque de ningún modo el único, que llamó a continuar la cooperación con el Gobierno soviético. De este sentimiento se hicieron eco muchas agrupaciones locales de los SR de izquierda. Esta escisión contribuyó a la desintegración del partido. Kamkov estuvo entre los antibolcheviques de línea dura. El 7 de julio, Kamkov ayudó a organizar una manifestación armada antibolchevique por parte de los eseristas de izquierda, que fue rápidamente suprimida. Kamkov pasó a la clandestinidad. Los bolcheviques vieron los acontecimientos de julio como un levantamiento contrarrevolucionario; los SR de izquierda insistían en que ellos simplemente querían demostrar la oposición del pueblo ruso a los bolcheviques y a los imperialistas alemanes.

### Prisión, exilio y muerte
En noviembre de 1918, la mayor parte del Comité Central de los SR de izquierda fue sometida a juicio. Kamkov, que había escapado a la recientemente independizada Lituania, intentó reorganizar allí el Comité Central. En 1920 retornó secretamente a Moscú y fue detenido. Liberado brevemente, fue arrestado de nuevo en 1921. En 1923 fue desterrado a Cheliábinsk, después a Tver y más tarde a Vorónezh. En 1931 fue condenado de nuevo a prisión tras un juicio propagandístico contra el denominado «Partido Laborista». En 1933, Kamkov fue desterrado a Arcángel, donde trabajó como estadístico durante unos pocos años. En 1937 Kamkov fue de nuevo detenido, con la intención de usarlo como testigo en el inminente juicio propagandístico contra Nikolái Bujarin en marzo de 1938. Kamkov, junto con Karelin, otro socialrevolucionario de izquierdas, acusó a Bujarin de haber conspirado con los eseristas de izquierda para asesinar a Lenin en 1918; ambos habían sido torturados por la GPU tras su detención. El 29 de agosto de 1938, fue condenado a muerte. La sentencia fue aplicada el mismo día en el campo de tiro de Bútovo. Fue rehabilitado por la Fiscalía general de la Federación de Rusia en 1992.